# Fuego (àlbum d'Estopa)
Foc és el desè disc del duo català de rumba/rock, Estopa, amb el qual celebren el seu 20è aniversari. Aquest disc es va promocionar amb la Gira Fuego.
El disc va ser publicat el 18 d'octubre del 2019. Abans d'aquest any, al maig, juny i setembre van publicar els senzills «Fuego», «L'última línia», «Yo no estoy loco» i «Atrapado», respectivament.

## Llista de cançons
| Núm. | Títol                    | Durada |
| ---- | ------------------------ | ------ |
| 1.   | «Atrapado»               | 3:39   |
| 2.   | «Fuego»                  | 3:14   |
| 3.   | «Corazón sin salida»     | 3:52   |
| 4.   | «Camiseta de Rokanrol»   | 3:13   |
| 5.   | «Despertar»              | 3:13   |
| 6.   | «Pobre siri»             | 3:28   |
| 7.   | «La rueda de la fortuna» | 3:21   |
| 8.   | «Yo no estoy loco»       | 4:16   |
| 9.   | «El último renglón»      | 3:04   |
| 10.  | «Escrita en la frente»   | 4:02   |
| 11.  | «La serpiente y la luna» | 2:55   |
| 12.  | «Los globos»             | 3:03   |

## Posició en llistes
| Llistes (2019)       | Millor posició |
| -------------------- | -------------- |
| Espanya (PROMUSICAE) | 1              |

## Certificacions
| País    | Organisme certificador | Certificació | Vendes certificades | Ref   |
| ------- | ---------------------- | ------------ | ------------------- | ----- |
| Espanya | PROMUSICAE             | Or           | 20.000              | [ 2 ] |